# Neocentema
Neocentema es un género de  fanerógamas con dos especies pertenecientes a la familia Amaranthaceae.

## Taxonomía
El género fue descrito por Hans Schinz y publicado en Vierteljahrsschrift der Naturforschenden Gesellschaft in Zürich 56: 248. 1911 La especie tipo no ha sido designada.

## Especies aceptadas
A continuación se brinda un listado de las especies del género Neocentema aceptadas hasta octubre de 2011, ordenadas alfabéticamente. Para cada una se indica el nombre binomial seguido del autor, abreviado según las convenciones y usos.
- Neocentema alternifolia Schinz
- Neocentema robecchii Schinz